# Товарни кози
Товарнте кози се използват за превозване на товари.
Обикновено за целта се използват големи кози, предимно кастрирани козли. Може и да се ползват и женски, макар че обикновено са по-дребни и следователно могат да превозват по-малко товари, но те могат да осигурят и прясно мляко.
Козите са домашни стадни животни. Обикновено остават в близост до лагера и следват своите човешки господари по следите, колкото и кучетата, без да се налага да бъдат вързани.
Здравата и годна коза може да носи до 25 процента от теглото си и да ходи до около 12 мили на ден, в зависимост от теглото на товара, терена и кондицията на животното. Обикновено те са по-евтини за притежаване и експлоатация, отколкото други товарни животни, тъй като те са естествено пасящи животни, които могат да се хранят по пътя.

## В САЩ
Северноамериканската асоциация Packgoat е корпорация с нестопанска цел Бойзи, базирана в щата Айдахо, създадена за насърчаване на ползването на кози за товарни животни. В САЩ домашнните кози, отглеждани за товарни, обикновено са високи и сухи; от по-големите млечни кози породи като Тогенбургска коза, Саанска, и други кръстоски. Въпреки това, всеки вид коза може да бъде обучена. Занаятчии и ентусиасти в САЩ проектират и изграждат специализирано оборудване за кози, публикуват бюлетини и отглеждат товарни кози за лична употреба и продажба.
Ползването на товарни кози е популярно както при младите семейства, така и при по-възрастните хора, които искат да могат да отидат в природата и се нуждаят от помощ за носене цялата си екипировка. Ползването на кози е популяризирано в САЩ през 80-те и 90-те години от Джон Миончински (John Mionczynski) от Атлантик Сити, Уайоминг. Той селекционира стадо от големи кози със смесена порода и ги използва още през 70-те години за носене на провизии за учени, работещи в планината, а по-късно за превоз на храна и екипировка за туристи. Той проектира и изгражда персонализирани сбруи и самари/ дисаги и през 1992 г. публикува книга „The Pack Goat“ с илюстратор Хана Хинчман (Hannah Hinchman).